# Associazione Calcio Lissone 1942-1943
Questa voce raccoglie le informazioni riguardanti l'Associazione Calcio Lissone nelle competizioni ufficiali della stagione 1942-1943.

## Rosa
| N. |                   | Ruolo | Calciatore       |
| -- | ----------------- | ----- | ---------------- |
|    | Italia (bandiera) | A     | Umberto Arosio   |
|    | Italia (bandiera) | C     | Mario Barzaghi   |
|    | Italia (bandiera) | P     | Alberto Berbenni |
|    | Italia (bandiera) | A     | Mario Bonino     |
|    | Italia (bandiera) | A     | Erino Brugola    |
|    | Italia (bandiera) | C     | Sante Carnelutti |
|    | Italia (bandiera) | A     | R. Cattaneo      |
|    | Italia (bandiera) | A     | S. Cazzaniga     |
|    | Italia (bandiera) | C     | G. Citron        |
|    | Italia (bandiera) | A     | James Daccò      |
|    | Italia (bandiera) | C     | G. De Capitani   |
|    | Italia (bandiera) | P     | Angelo Erba      |
|    | Italia (bandiera) | D     | Juaez Finotti    |
|    | Italia (bandiera) | A     | Piero Fossati    |
|    | Italia (bandiera) | C     | Luigi Galbiati   |

| N. |                   | Ruolo | Calciatore           |
| -- | ----------------- | ----- | -------------------- |
|    | Italia (bandiera) | D     | Salvatore Galimberti |
|    | Italia (bandiera) | A     | L. Gelosa            |
|    | Italia (bandiera) | D     | Diego Ghezzi         |
|    | Italia (bandiera) | C     | A. Grassi            |
|    | Italia (bandiera) | D     | R. Mariani           |
|    | Italia (bandiera) | D     | G. Masolo            |
|    | Italia (bandiera) | D     | Luigi Mauri          |
|    | Italia (bandiera) | A     | Valerio Meregalli    |
|    | Italia (bandiera) | A     | Aldo Messa           |
|    | Italia (bandiera) | A     | U. Monguzzi          |
|    | Italia (bandiera) | A     | V. Pasquali          |
|    | Italia (bandiera) | P     | Angelo Pirola        |
|    | Italia (bandiera) | A     | Ugo Santambrogio     |
|    | Italia (bandiera) | A     | P. Tentorio          |
|    | Italia (bandiera) | C     | Ugo Uboldi           |